# Ruta Estatal de Alabama 44
La Ruta Estatal de Alabama 44, y abreviada SR 44 (en inglés: Alabama State Route 44) es una carretera estatal estadounidense ubicada en el estado de Alabama. La carretera inicia en el Oeste desde la US 43     en Guin en sentido Este hasta finalizar en la AL 129     en Brilliant. La carretera tiene una longitud de 16,12 km (10.02 mi).

## Mantenimiento
Al igual que las autopistas interestatales, y las rutas federales y el resto de carreteras estatales, la Ruta Estatal de Alabama 44 es administrada y mantenida por el Departamento de Transporte de Alabama por sus siglas en inglés ALDOT.

## Cruces
La Ruta Estatal de Alabama 44 es atravesada principalmente por los siguientes cruces:
- AL 233     en Twin
- I-22US 78 cerca de Twin